# Emma Gramatica
Emma Gramatica, al registre civil Aida Laura Argia Gramatica (Borgo San Donnino, 25 d'octubre de 1874 – Roma, 8 de novembre de 1965), va ser una actriu italiana. Va treballar al teatre, el cinema, la ràdio i la televisió; tenia dues germanes, Irma i Anna, les dues també actrius famoses.

## Biografia
Filla de Domenico, apuntador teatral, i de la modista ístria Cristina Bradil, va debutar al teatre de ben jove. Dotada d'un aspecte físic tot menys cridaner, però amb una càrrega interpretativa fortament incisiva, Emma Gramatica va debutar al teatre quan era adolescent al costat d'Eleonora Duse a la Gioconda (1891) de Gabriele D'Annunzio. En aquells anys va aprendre de manera autodidacta el castellà i l'alemany. Després d'una llarga gira per Rússia i Amèrica, va treballar amb les companyies Pietriboni i Aleotti, per convertir-se en la jove actriu principal de la companyia Rosaspina-Montrezza (1893). Germana de la igualment famosa Irma Gramatica i de la menys coneguda Anna Adele Alberta Gramatica (entre altres coses cunyada de la famosa actriu Wanda Capodaglio), Emma va ser actriu principal en les companyies d'alguns dels noms més prestigiosos de teatre italià de finals del XIX i principis del XX, com Ermete Zacconi, Flavio Andò, Enrico Reinach i Ermete Novelli.
El 1902 va aconseguir un triomf amb la seva interpretació a La Samaritana de Rostand i més tard es va distingir fent el paper de Nora a Casa di bambola d'Ibsen. A la dècada de 1910 va crear la famosa Gramatica-Carini-Piperno, la direcció de la qual va ser encarregada a Leo Orlandini, companyia en la qual es formarien molts grans actors, com Renzo Ricci, Lola Braccini i Camillo Pilotto, que es convertiria en el seu actor principal, seguit el 1944 per Adolfo Geri. Va representar la primera representació de Ma non è una cosa seria de Luigi Pirandello el 22 de novembre de 1918 i, del mateix autor, la signora Morli, una e due el 12 de novembre de 1920. A principis de la dècada de 1920, juntament amb la seva germana Irma, va fer una gira per Amèrica i després per Alemanya, actuant en alemany. Des de principis dels anys trenta, la seva participació a la prosa radiofònica EIAR i posteriorment a la Rai va ser freqüent.
Actriu realista, amb tons brillants i patètics, de vellesa es va embarcar amb èxit en una carrera cinematogràfica i televisiva, actuant entre altres coses a la pel·lícula Sorelle Materassi (1944) de Ferdinando Maria Poggioli, al costat de la seva germana Irma, i a Miracle a Milà (1951) de Vittorio De Sica. També va aparèixer a Don Camillo monsignore... ma non troppo (1961) de Carmine Gallone, confirmant-se també al cinema com a intèrpret de qualitat i prestigi. La premsa italiana i internacional de l'època parlava d'ella amb entusiasme, afirmant, entre altres coses, que en les seves interpretacions demostrava un eclecticisme revelant la seva cultura i la seva intel·ligència.

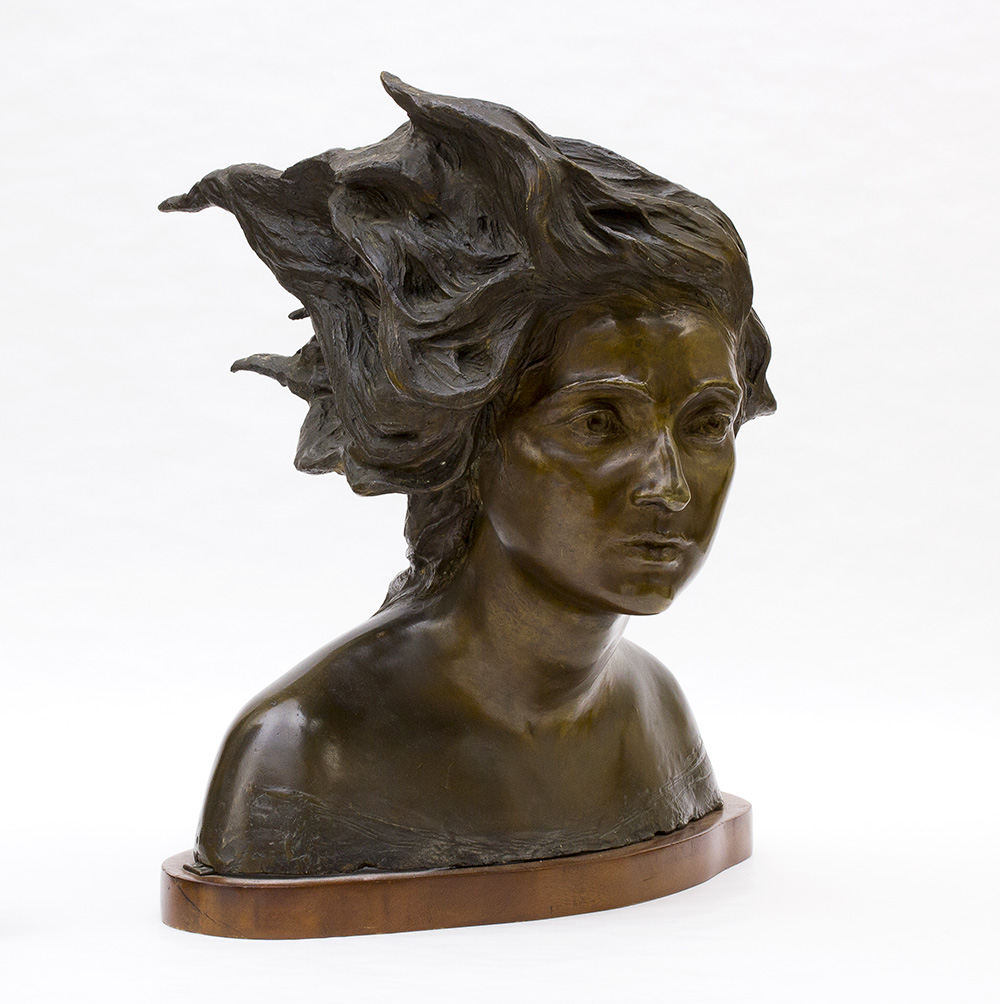
Retrat bust d'Emma Gramatica realitzat l'any 1905 per l'escultor Mario Rutelli

L'escultor Mario Rutelli va celebrar la bellesa de l'actriu dedicant-li un retrat de bronze el 1905. Va rebre premis i honors a Itàlia i la Legió d'Honor a França. Mor a Ostia, una frazione del municipi de Roma: descansa a la tomba familiar del cementiri de Signa, juntament amb la seva germana Irma i els seus pares.

## Filmografia

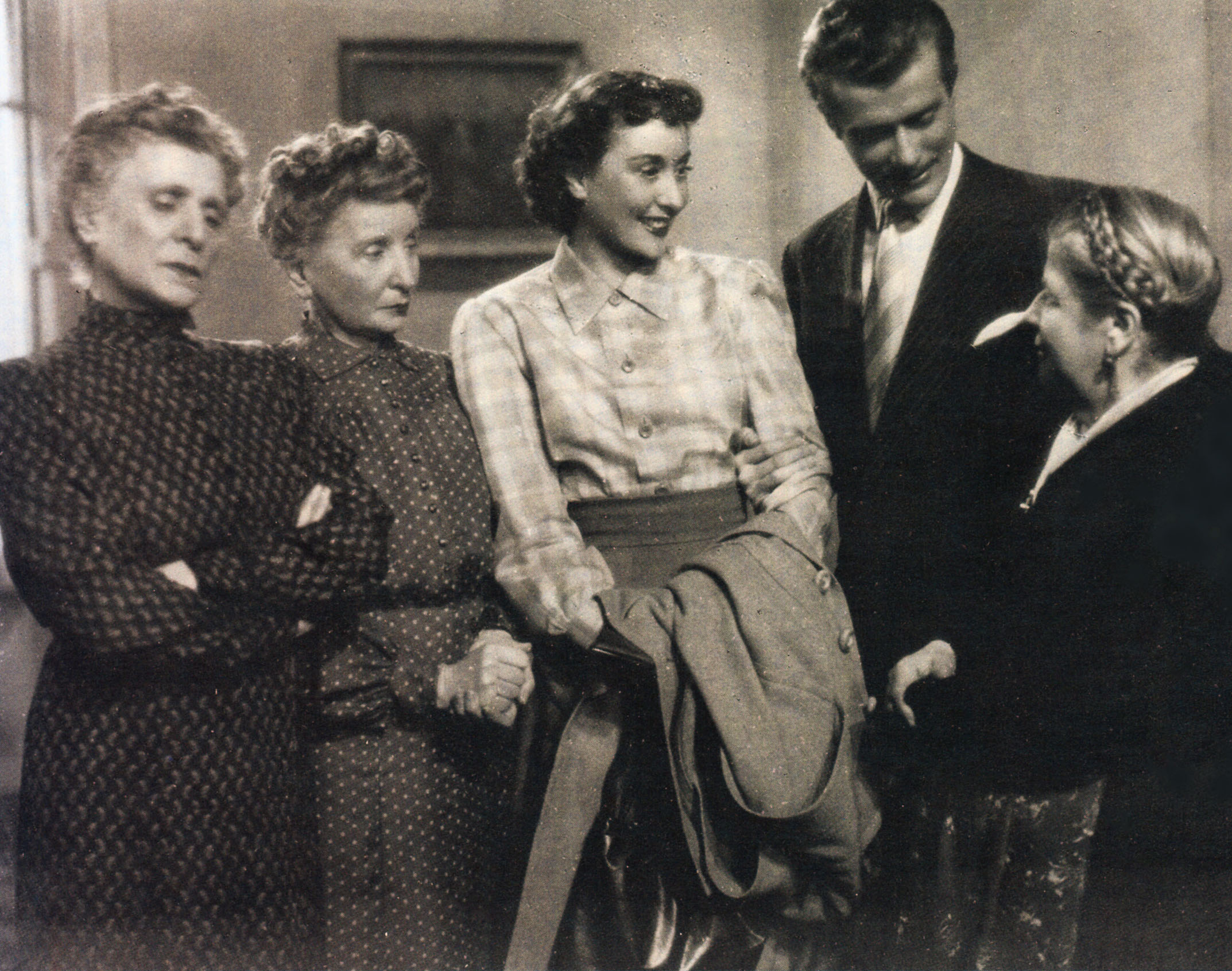
Irma i Emma Gramatica, amb Clara Calamai i Massimo Serato a la pel·lícula Sorelle Materassi

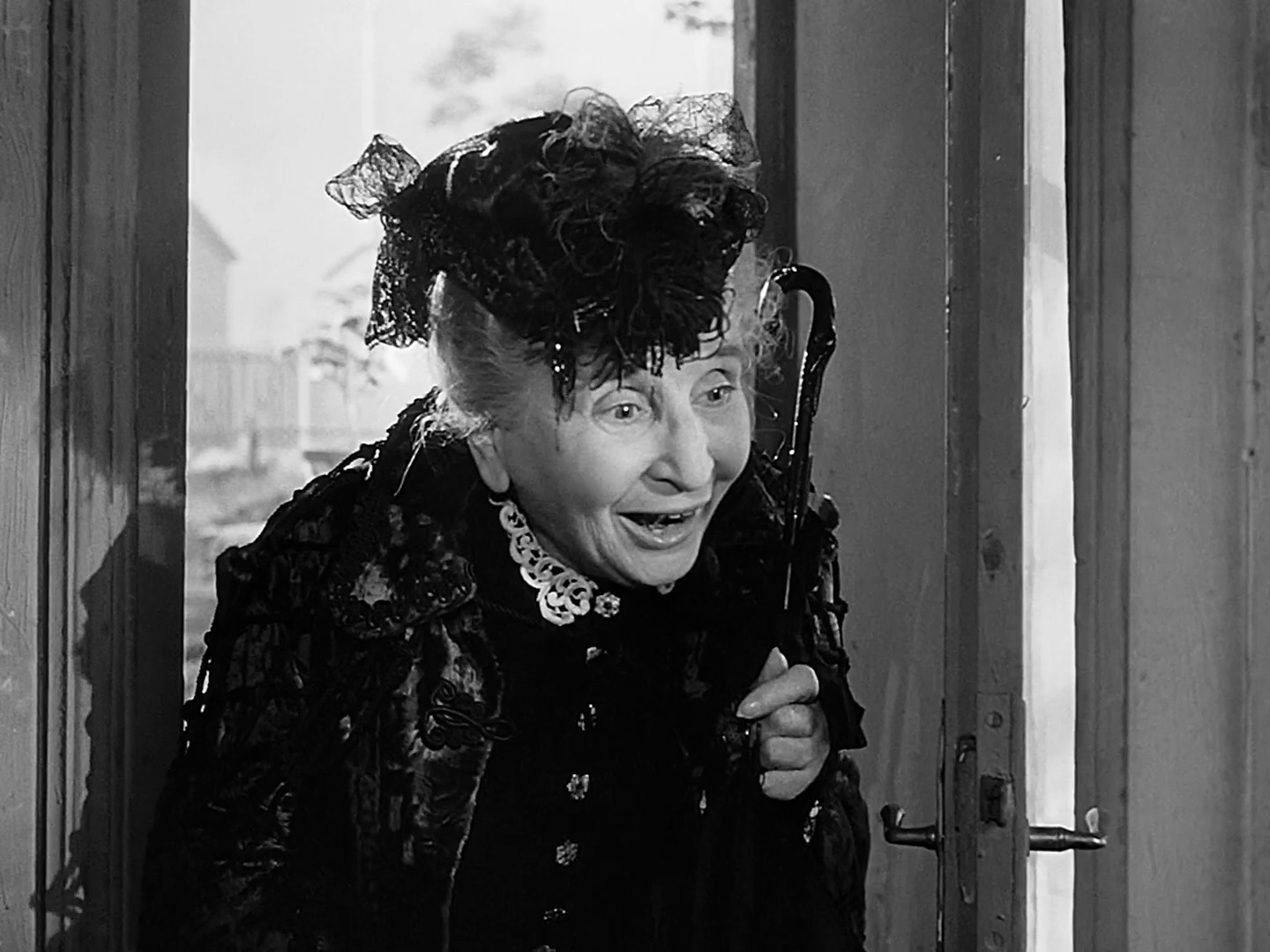
Emma Gramatica en una escena de Miracle a Milà

- Quando il canto si spegne, d'Emilio G. Walter (1916)
- La vecchia signora, d'Amleto Palermi (1932)[6]
- La fortuna di Zanze, d'Amleto Palermi (1933)
- La damigella di Bard, de Mario Mattoli (1936)
- Marcella, de Guido Brignone (1937)
- Il fu Mattia Pascal, de Pierre Chenal (1937)
- Napoli d'altri tempi, d'Amleto Palermi (1938)
- Jeanne Doré, de Mario Bonnard (1938)
- La vedova, de Goffredo Alessandrini (1939)
- Piccolo hotel, de Piero Ballerini (1939)
- Mamma, de Guido Brignone (1941)
- Sissignora, de Ferdinando Maria Poggioli (1941)
- I mariti (Tempesta d'anime), de Camillo Mastrocinque (1941)
- Vertigine, de Guido Brignone (1942)
- L'angelo bianco, de Giulio Antamoro, Federico Sinibaldi i Ettore Giannini (1943)
- Sorelle Materassi, de Ferdinando Maria Poggioli (1943)
- L'angelo del miracolo, de Piero Ballerini (1945)
- Voglio bene soltanto a te!, de Giuseppe Fatigati (1946)
- Pobre mi madre querida, d'Homero Marcello Manzi i Ralph Pappier (1948)
- Mi vida por la tuya, de Roberto Gavaldón (1950)
- Miracle a Milà, de Vittorio De Sica (1951)
- C'era una volta Angelo Musco, de Giorgio Walter Chili (1953)
- Peppino e la vecchia signora, de Piero Ballerini (1954)[7]
- I giorni più belli, de Mario Mattoli (1956)
- Don Camillo monsignore... ma non troppo, de Carmine Gallone (1961)
- Il mio amico Benito, de Giorgio Bianchi (1962)
- La monaca di Monza, de Carmine Gallone (1962)